# Офшорінг
Офшорінг (англ. offshoring) — переведення вибраного бізнес-процесу компанії за кордон.

## Опис
Оффшорінг  відноситься і до виробництва і до послуг. Його головна мета полягає в тому, щоб скоротити витрати, отже, бенефіціарами є офшорні компанії, що розташовуються в основному в країнах з більш низькими експлуатаційними, зокрема, витрати на оплату праці.
Передача може здійснюватися через прямі іноземні інвестиції (створення дочірньої компанії в іншій країні) або міжнародний порядок субпідряду.
Протилежністю офшорінга є Оншор.